# Las brujas de Mayfair
Las brujas de Mayfair es una serie de novelas de terror y fantásticas de la autora Anne Rice. Esta serie se sitúa en el mismo universo de la serie Crónicas vampíricas, a través de las novelas Merrick, El santuario y Cántico de sangre.

## Sinopsis
La serie narra la historia de los miembros de la familia Mayfair, su conexión con un espíritu y los sucesos resultantes por el deseo de este de tener un cuerpo físico y reproducirse. Se trata de una serie de novelas de terror y novela fantástica ambientada en distintos escenarios, comenzando al sur de Estados Unidos en la provincia de Nueva Orleans, hasta Escocia y Gales, donde se abarcan temas como la inmortalidad del alma, la vida pasada y los deseos  instintivos de supervivencia.

## Libros de la serie
1. La hora de las brujas (The Witching Hour) (1990), ISBN 0-394-58786-3[1]
2. La voz del Diablo (Lasher) (1993), ISBN 0-679-41295-6[1]
3. Taltos (1994), ISBN 0-679-42573-X[1]

## Novelas relacionadas de la serieCrónicas vampíricas
Estas tres novelas de la serie Crónicas vampíricas tienen historias en común con Las brujas de Mayfair:
- Merrick (2000), ISBN 0-679-45448-9[1]
- El santuario (Blackwood Farm) (2002), ISBN 0-345-44368-3[1]
- Cántico de sangre (Blood Canticle) (2003), ISBN 0-375-41200-X[1]

## Personajes
Rowan Mayfair
Doctora, que desconoce su origen familiar e historia. Hija de Cortland y Deirdre Mayfair. Madre del Taltos Emaleth.
Michael Curry
Contratista, que tras un trágico accidente obtiene poderes sobrenaturales. Comparte línea sanguínea Mayfair, por parte de Julien. Esposo de Rowan a partir del segundo libro. Asesino de Lasher.
Lasher
Espíritu invocado por Suzzane, llamado Impulsor, el cual posee al bebé no nato de Rowan y nace como un taltos, que muere finalmente a manos de Michael.
Suzzane
Primera bruja Mayfair, la cual invoca al Impulsor por primera vez.
Mona Mayfair
Joven bruja, hija de Alicia y Patrick Mayfair. Amante de Michael. Madre del taltos Morrigan. Amante de Quinn y convertida en vampiro por Lestat.
Julien Mayfair
Único brujo poderoso de la familia Mayfair. Hijo de Tyronne McNamara y Marguerite Mayfair. Hermano de Katherine.
Ash
Taltos muy viejo que busca desesperado una hembra de su especie.
Emaleth
Taltos engendrada por Rowan, la cual muere a manos de su madre.
Morrigan
Taltos engendrada por Mona, la cual se fuga con Ash.
Merrick Mayfair
Descendiente de las brujas Mayfair. Posee gran poder mágico y conocimientos de vudú. Forma parte de la casta Talamasca. Es convertida en vampiro por Louis, en la novela Merrick de la serie Crónicas vampíricas.

## Adaptaciones
- Las brujas de Mayfair (2023), serie creada por Michelle Ashford y Esta Spalding, basada en las novelas de la serie